# Mirošov (Žďár nad Sázavou)
Mirošov é uma comuna checa localizada na região de Vysočina, distrito de Žďár nad Sázavou.